# Luis de Molina
Pour les articles homonymes, voir Molina.
Luis de Molina, né le 29 septembre 1535 à Cuenca et mort le 12 octobre 1600 à Madrid, est juriste, économiste et théologien jésuite espagnol.
Membre de l'École de Salamanque, il est à l'origine d'une théorie particulière des relations entre la grâce divine et la liberté humaine qui est depuis appelée molinisme.

## Biographie
Né dans une famille noble et riche de Castille, Luis de Molina suivit les aspirations de ses parents qui souhaitaient en faire un juriste. Après avoir appris le latin et la littérature à l'école cathédrale de Cuenca, il s'inscrivit à l'université de Salamanque.
Au cours de ses études, Molina découvrit les Exercices spirituels d'Ignace de Loyola, ce qui l'amena à rejoindre la Compagnie de Jésus et à abandonner ses études de Droit. En 1553, il devint donc novice à Alcalá de Henares où il montra du goût et du talent pour la philosophie chrétienne. En 1554, il fut envoyé par ses supérieurs pour étudier la philosophie à l'université de Coimbra.
Sur les conseils de Pedro da Fonseca, il continue ses études après l'obtention de son master en 1558 afin de devenir prêtre et d'obtenir un doctorat en théologie. Entre 1563 et 1567, il est professeur de philosophie et de théologie à Coimbra. Sur demande de leurs supérieurs, Molina et Fonseca partirent ensuite enseigner à l'Université du Saint-Esprit d'Évora.
Après avoir exposé ses vues théologiques dans son ouvrage Liberi Arbitrii cum Gratiae Donis, Divina Praescientia, Providentia, Praedestinatione et Reprobatione Concordia, mieux connu sous le simple nom de Concordia, il subit de violentes attaques de Tomas de Lemos (en) et Domingo Báñez. Ce-dernier va jusqu'à dénoncer Molina à l'Inquisition espagnole. En conséquence, il retourne dans son village de Cuenca pour y servir comme prêtre paroissial et écrire son œuvre principale, De iure et iustitia.
En 1597, le pape Clément VIII demande au cardinal Bonelli de rassembler des théologiens pour vérifier la conformité du molinisme avec la foi catholique. Prenant le nom de Congregatio de Auxiliis (en), cette assemblée siégera jusqu'en 1607, quand Paul V déclarera cette doctrine acceptable.
Envoyé à Madrid en 1600 par ses supérieurs pour enseigner la théologie morale à l'université d'Alcalá. Il meurt dans cette ville le 12 octobre 1600.

## Doctrine

### Droit des contrats
S'il est un partisan convaincu du consensualisme, Molina reste toutefois conscient des différences qui existent encore entre le droit civil et le droit canon, mais appelle à leurs disparitions. Par ses opinions, il prépare aussi l'émergence d'une théorie de l'autonomie de la volonté, formulée ensuite par Pedro de Oñate.
Comme la plupart des membres de l'École de Salamanque, il discute du respect des principes d'équité et de justice commutative dans les échanges contractuels, qu'il considère comme fondamentaux.
« Quod autem pro communi utilitate est introductum, esse non debet in gravamen unius potius quam alterius, iure naturali id efflagitante, quod praescribit, ut, quod tibi rationabiliter non vis fieri, alteri non facias; esset autem in gravamen unius potius quam alterius nisi aequalitas servaretur »
— Luis de Molina, De iustitia et iure, tract.2, disp.350, col.405, n°6
        
« Ce qui a été introduit pour le bien commun ne peut se réaliser au détriment d'une partie plutôt que d'une autre. Le droit naturel exige que vous ne fassiez pas à autrui ce que vous ne souhaitez pas raisonnablement que l'on vous fasse. Toutefois, si l'égalité n'était pas respectée, ce que vous faites serait au détriment d'une partie plutôt que d'une autre »
En outre, il discute de l'effet des vices du consentement sur la validité des engagements contractuels et permet, avec Lessius, de séparer distinctement les matières de droit des contrats et de droit testamentaire.

## Œuvres
- De liberi arbitrii cum gratiae donis, divina praescientia, praedestinatione et reprobatione concordia, 4 vol., Lisbona, 1588; 2e ed. Antwerp, 1595.

- (la) De Hispanorum primogeniorum origine ac natura, Lugduni, Pedro Landri, 1588 (lire en ligne)

- De jure et justitia, 6 vo., 1593–1609.

- (la) Commentaria in primam partem divi Thomae, Cuenca, 2 vol., fol., 1593. Un commentaire sur la première partie de la Summa Theologiae de saint Thomas d'Aquin.

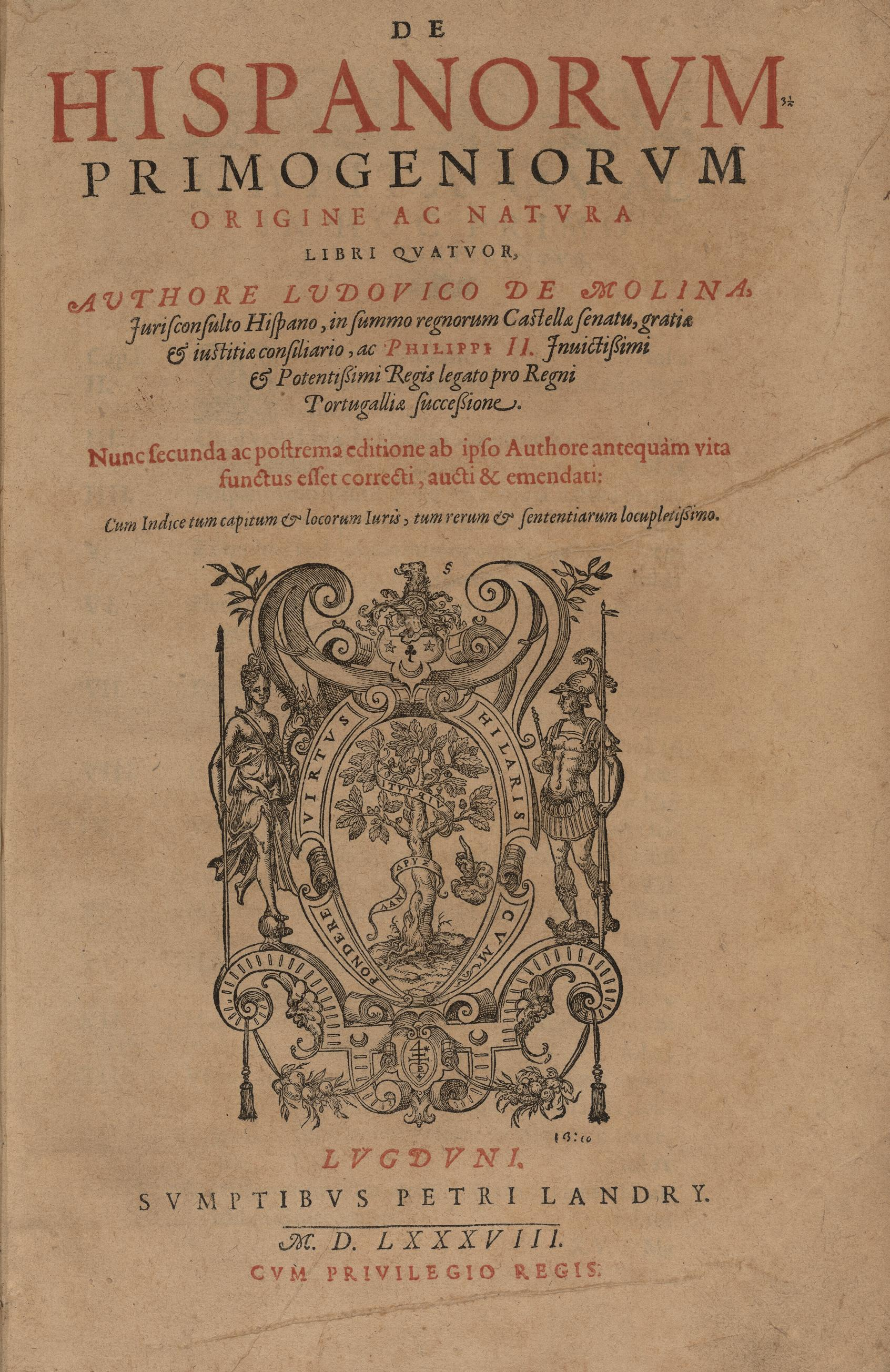
De Hispanorum primogeniorum origine ac natura, 1588
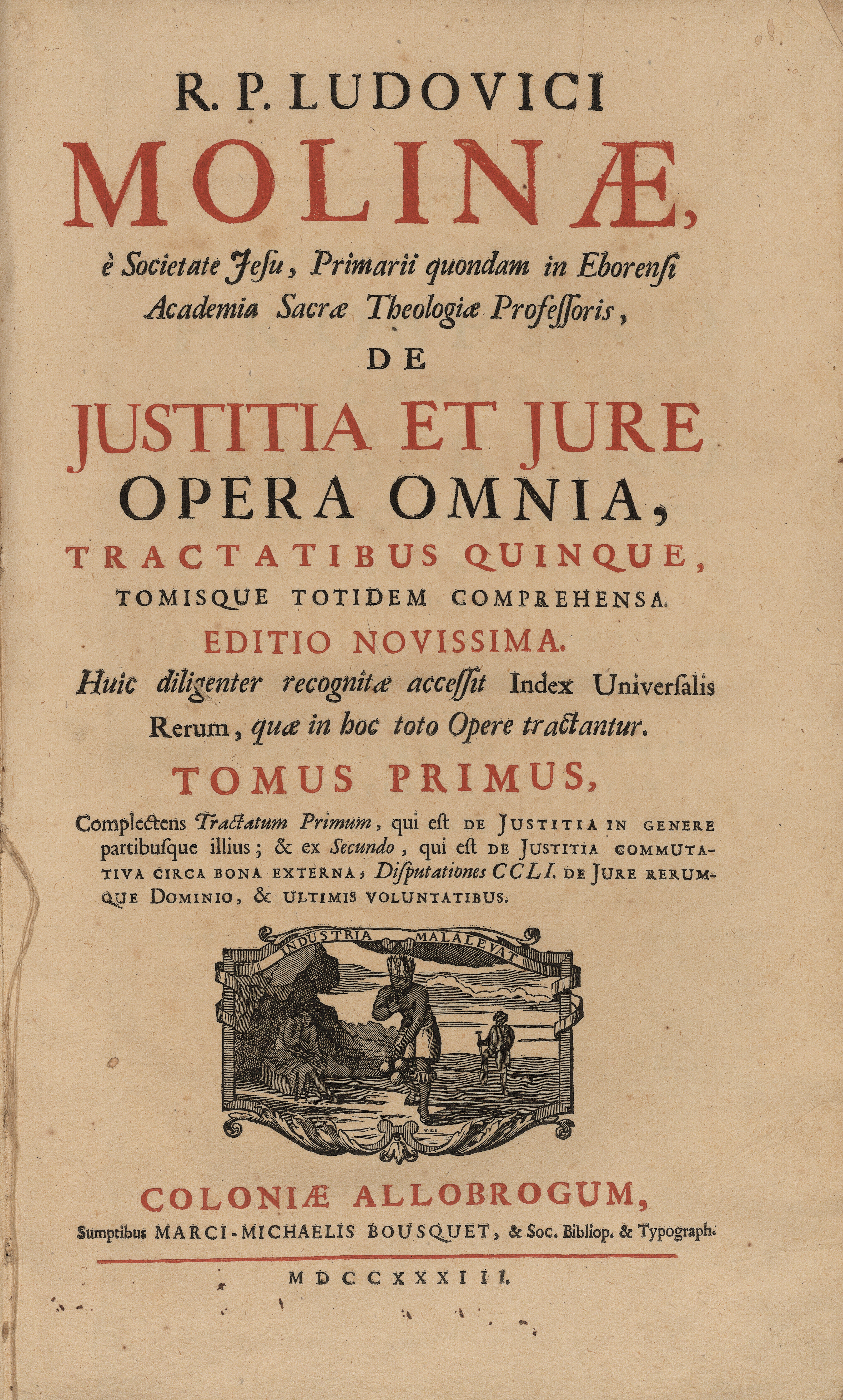
De iustitia et iure, 1733